# Bungbaruh
Bungbaruh is een bestuurslaag in het regentschap Pamekasan van de provincie Oost-Java, Indonesië. Bungbaruh telt 4839 inwoners (volkstelling 2010).